# Khakkhara

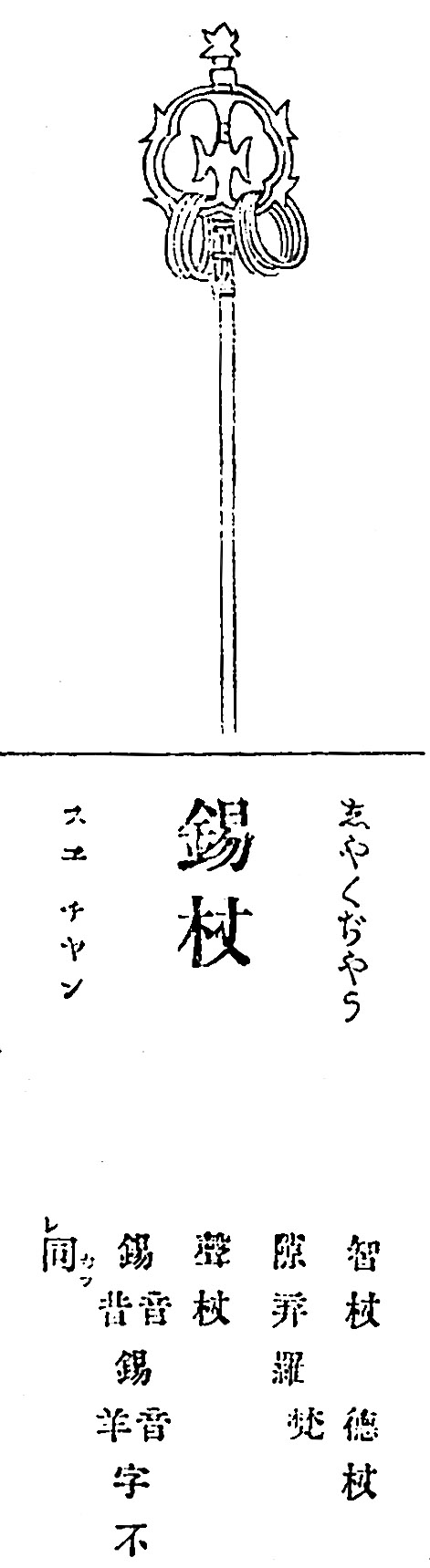
Un shakujo representado sobre un texto japonés.

Khakkhara (sánscrito para bastón resonante), también llamado shakujō (錫杖 shakujō?, bordón de estaño [bordón de monjes peregrinos budistas o bastón de mando para abades budistas]) en japonés o 锡杖 xīzhàng (bordón de estaño, báculo de peltre, bastón [de mando] de estaño) en mandarín, es un báculo de madera anillado tradicionalmente utilizada en el budismo como arma de autodefensa y herramienta de oración. Su origen puede ser encontrado en la India.

## Características
El khakkhara consta de una vara de madera larga equipada con una contera de metal en su extremo inferior y una pieza anular del mismo material en el superior. Esta última lleva varios pequeños anillos metálicos unidos, de manera que entrechocan entre sí con el movimiento y producen un característico tintineo.
El número de anillos puede ir desde cuatro (en representación de las Cuatro Verdades del Dharma), seis (representando las Seis Perfecciones, o bien los seis estados de la existencia: humanos, animales, infierno, fantasmas hambrientos, dioses y asuras) o incluso doce (representando los Doce Elementos de Causa y Consecuencia. El uso de los primeros estaba asociado con monjes novicios, mientras que el segundo era propio de los Bodhisattva, y un ejemplar del tercero era llevado por Buda.

## Uso
El tintineo de este bastón se utilizaba en la antigua Asia para espantar a animales pequeños y evitar que fueran pisados por el portador, así como para advertir a los creyentes de la presencia cercana de un monje que podría pedir limosna y ofrecer servicios.
En monasterios chinos, el abad del templo usualmente lleva un khakkhara durante ceremonias importantes para simbolizar su jerarquía. El abad golpea tres veces en el suelo con el bastón y lo hace sonar simbolizando la ruptura de la ignorancia y la llamada a todos los seres. Así mismo, personajes como Ksitigarbha suelen ser representados con un khakkhara en su mano derecha.
El khakkara es el símbolo del dharma y uno de los dieciocho objetos que un monje budista debe llevar. Aunque fue muy utilizado en la antigüedad, su uso ya no está tan extendido. Disciplinas como el Shorinji Kempo contienen métodos de manejo del khakkara, pero estas técnicas son raramente practicadas a día de hoy.

## Uso como arma
El khakkara constituía la primera y frecuentemente única arma portada por los monjes para una situación de defensa personal. Su forma y materiales lo volvían una herramienta formidable para una gran gama de disciplinas marciales, hasta el punto que llegó a asociarse en la cultura popular con practicantes de estas artes, entre ellos los monjes (bhikkhus) del monasterio de Shaolin.
En manos de un monje bien entrenado, podía ser usado a modo de jō o bō, utilizando el hasta para deflectar golpes y ataques y el extremo anillado para distraer al oponente. Los anillos podían cegar y desorientar momentáneamente al adversario asestando un rápido golpe con el extremo superior a su rostro, lo cual ni siquiera necesitaba de un golpe certero gracias al estallido de sonido y movimiento: estos eran suficientes para obligarle instintivamente a cerrar los ojos o causar una molestia decisiva en la audición.
La punta del extremo inferior, muy afilada, servía para atacar con velocidad puntos débiles del cuerpo del rival de forma similar a la usada en el sōjutsu. Además, esta contera solía contar con una forma bulbosa en la base que constituía una eficaz porra. Casi cualquier arma del oponente podía ser fácilmente deflectada por el shakujō.

## En la cultura popular
- El khakkhara es generalmente presentado como una de las armas principales de los monjes guerreros, especialmente los monjes de Shaolin, en géneros de ficción como el wuxia y otras variantes del cine de artes marciales.
- Los tengu, criaturas del folclore de Japón, también dominan su uso, según la leyenda.
- Sakuyamon en el anime Digimon Tamers usa un shakuyo como arma principal.
- En el manga y anime Naruto, el personaje del Sabio de los Seis Caminos es representado con uno. Luego, cuando Obito y, posteriormente, Madara Uchiha se convierten en los jinchuriki del Juubi y logran controlarlo, sus apariencias cambian y pueden materializar un khakkhara.
- En la novela ligera y anime Slayers, Rezo utiliza un shakuyo como bastón mágico.
- En la novela ligera y anime Shakugan no Shana, Hecate posee un shakuyo mágico llamado Trigon.
- Miroku del anime Inuyasha utiliza uno.
- En el anime Outlaw Star, Ron MacDougal posee un arma con la forma de un khakkhara.
- En el anime Saiyuki, Sha Gojyo usa un shakujo.
- En el anime del videojuego Viewtiful Joe, Heinderella utiliza un shakujo como arma.
- En la novela ligera, manga y anime Tokyo Ravens, el protagonista, Tsuchimikado Harutora, emplea un shakujo como arma principal.
- En la novela visual Maji de Watashi ni Koishinasai! S, el personaje Musashibou Benkei utiliza como arma un shakujo.
- en el manga y anime de Gintama esta arma es usada por el grupo del Tenshouin Naraku siendo su principal arma en este ejército que esta bajo el mando del Tendoshu.
- En el manga y anime Ao no Exorcist, Renzo Shima utiliza uno, otorgado por su padre, exorcista del templo de Myoda.
- En la película de Bleach, Bleach: Memories of Nobody la zanpakuto de Senna se transforma en uno cuando invoca el shikai.
- En el juego de cartas de la franquicia Yu-Gi-Oh!, diversos Monstruos de Duelo -frecuentemente de temática monástica oriental- portan uno en sus respectivas ilustraciones. Algunos ejemplos son "Bonzo Karakuri mod. 9763 "Kunamzan"", "Hajun, el Mayakashi Alado", "Shiranui Solitario", "Guardia Misterioso", "Komushongo Silvano" o "Bonzo Solo".
- En el famoso manga y animé Kimetsu no Yaiba, se puede apreciar que la versión de la ira de la Luna Superior 4 Hantengu llamado "Sekido" lleva como arma un shakujō.